# Protobaicalina multispinosa
Protobaicalina multispinosa là một loài Trichoptera trong họ Apataniidae. Chúng phân bố ở miền Cổ bắc.